# Reto Zanni
Reto Zanni (Buochs, Suiza, 9 de febrero de 1980) es un futbolista suizo. Juega de defensa y su actual club es el FC Vaduz.

## Carrera
Zanni comenzó su carrera en el Grasshopper Club Zúrich en 1998. Durante 2001 y 2002, fue prestado al FC St. Gallen, donde jugó 28 partidos y anotó un gol. En 2003, entra al FC Thun. En 2005 fichó por el Fútbol Club Basilea como defensa. En 2011 fue traspasado al FC Vaduz de Liechtenstein.

## Palmarés

### Grasshopper Club Zúrich
- Super Liga Suiza: 2001, 2003.

### FC Basel
- Copa Suiza: 2008
- Super Liga Suiza: 2008

## Clubes
| Club          | País  | Año       |
| ------------- | ----- | --------- |
| Grasshopper   | Suiza | 1998-2003 |
| FC St. Gallen | Suiza | 2001-2003 |
| FC Thun       | Suiza | 2003-2005 |
| FC Basilea    | Suiza | 2005-2011 |
| FC Vaduz      | Suiza | 2011-     |